# Malie (spel)

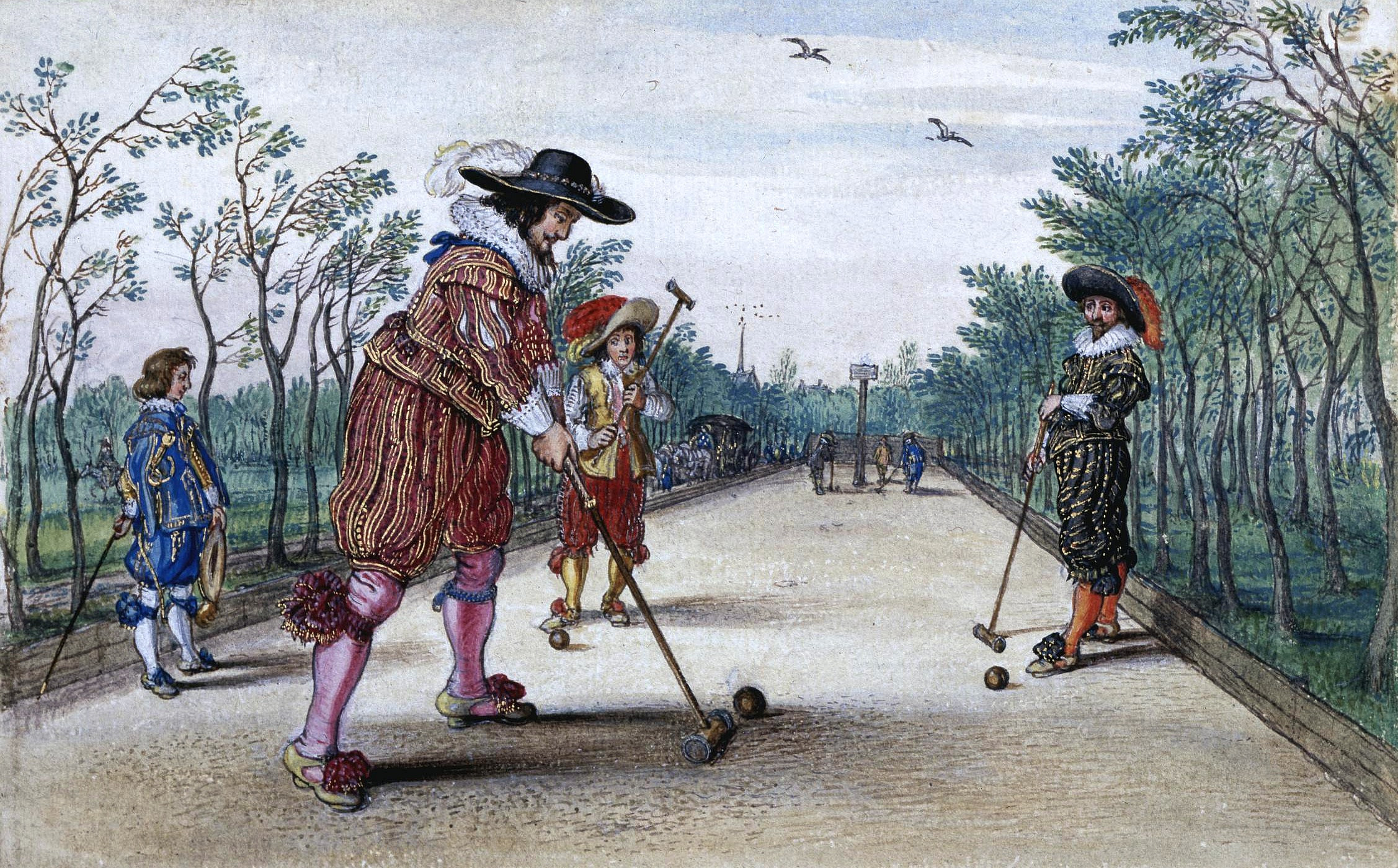
Maliespel tussen Frederik V van de Palts en Frederik Hendrik van Oranje door Adriaen van de Venne, c. 1620-1626

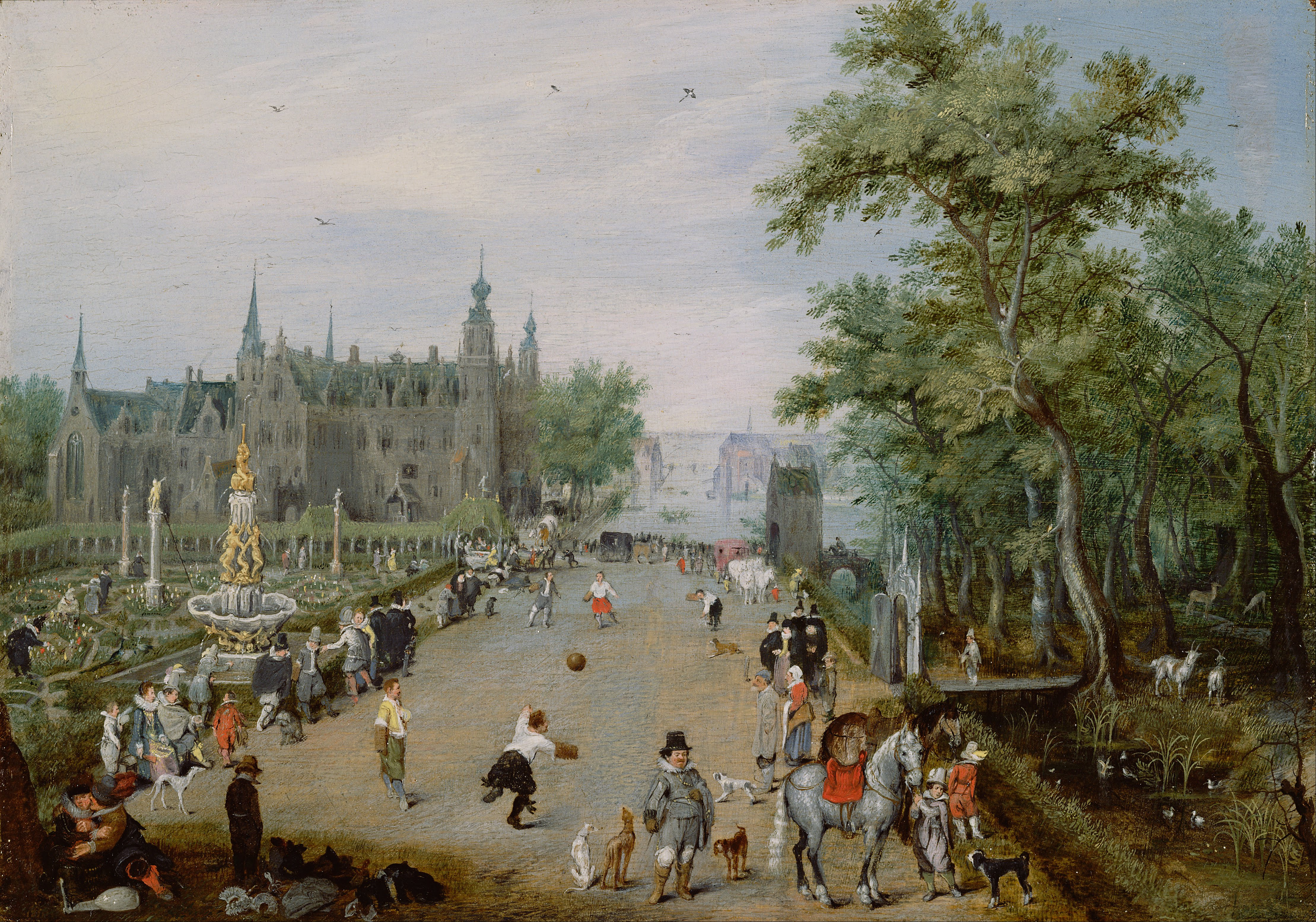
Adriaen van de Venne, maliespel in een paleistuin, c. 1614

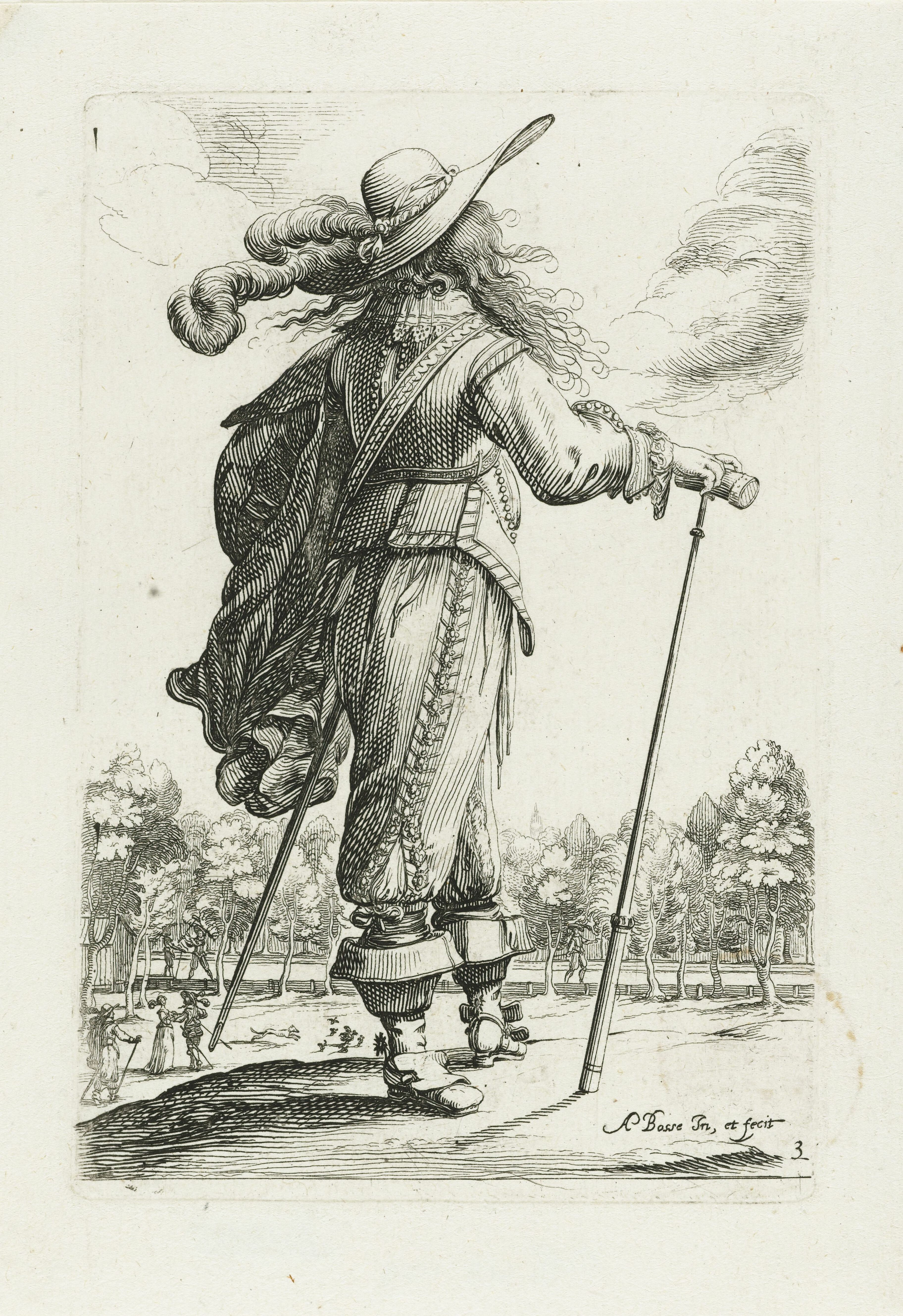
Abraham Bosse, kostuumprent van een Franse edelman met slaghout voor het maliespel, 1629

Malie of het maliespel is een spel, waarbij een houten bal met een slaghout op een lange baan met zo weinig mogelijk slagen tussen twee palen wordt geslagen, waarbij halverwege de baan een poort moest worden genomen.

## Geschiedenis
In de 16e eeuw werd aan het Franse hof het balspel mail gespeeld. Van dit jeu de mail bestonden vier varianten. Bij het jeu de mail au grands coups moest men in een bepaald aantal slagen zover mogelijk komen. Mail à la chicane leek het meest op colf. En partie en au rouet werd respectievelijk door twee paren en individueel gespeeld, op een vaste lange baan.

Met het Nederlandse maliespel wordt het Franse mail op een vaste baan bedoeld, pallemaille geheten, dat zou verwijzen naar het Italiaanse pallamaglio, bal en malie, in het Nederlands ook wel verbasterd tot palmalie. Het spel werd als deftig gezien en het bezit van een maliebaan gaf een zekere status.

## Het spel
De houten bal werd geslagen met een maille, een flexibele stok van taai hout met een fluwelen handvat en voorzien van het enigszins afgeschuinde en met metaal beklede hamerslag (Latijn: 'malleus', hamer). Er waren ook stokken met aan beide einden een kop onder een andere hoek. Vaak werd het spel echter met het vertrouwde colfmateriaal gespeeld.

Op de vaste baan moest, net als bij het colfspel, de bal in zo weinig mogelijk slagen naar een doel worden geslagen - in dit spel een paal aan beide uiteinden van de baan. Daarbij diende in het midden van de baan ook nog een poort, de passé, te worden genomen. Het spel vergde de nodige fysieke kracht van de spelers.

## Verschil tussen maliespel en colf
Een van de verschillen tussen het maliespel en colf was dat de bal bij het maliespel niet vanaf een tuitje, maar op den gelijcke gront werd afgeslagen en ook laag moest blijven. Een boete voor deselve op hoopies te zetten kon drie schellingen (ca € 0,07) bedragen. Met andere woorden: het was verboden op een maliebaan te colven, wat dus kennelijk wel gebeurde.

## Verspreiding
Het maliespel was in de zeventiende eeuw populair in heel Europa.

### Frankrijk
Veel Franse steden hadden in de zeventiende eeuw een Champs de Mail. De Porte Maillot van Parijs is vermoedelijk naar dit spel genoemd, dat daar in het Bois de Boulogne werd gespeeld. In Frankrijk zijn, behalve in Parijs, maliebanen bekend in Nancy, Lyon, Metz en La Rochelle.

### Nederland
Van de vier stedelijke maliebanen in Nederland rest in Den Haag nog het Malieveld, dat overigens niet voor het maliespel bedoeld was maar naast de baan lag (de huidige Boorlaan). Utrecht, Amsterdam en Leiden hebben nog steeds de Maliebaan. Bij paleis Het Loo, Kasteel Arcen in Noord-Limburg en op de wallen van Groenlo liggen nog banen.

### België
In 1597 werd in Antwerpen per ordonnantie het maliespel verboden omdat verschillende voorbijgangers erdoor gekwetst waren geraakt.

### Duitsland
In Duitsland vinden we maliebanen onder meer in München (Hofgarten, Schloss Nymphenburg, Schloss Schleissheim), Landshut, Esslingen am Neckar, Stuttgart, Pillnitz bei Dresden, Karsruhe-Durlach, Hamburg-Altona (Palmaille), Bayreuth (Hofgarten und Eremitage, Sommerresidenz Himmelkron), Ansbach (Hofgarten), Heidelberg (Schloss Heidelberg, Hortus Palatinus) en Thurnau.

### Angelsaksische landen
Londen heeft nog steeds zijn Pall Mall (pallemaile) bij St. James’s Palace, and ook zijn Mall die naar Buckingham Palace leidt. In de achttiende eeuw kreeg ook de stad Washington D.C., dankzij de Franse architect Pierre L'Enfant, een mall, nu de National Mall.
In het Engels heeft het woord mall, via de hoedanigheid van openbare schaduwrijke laan, in de Verenigde Staten, Canada en Australië de betekenis gekregen van winkelstraat, of winkelcentrum.